# Studenčice, Medvode
Studenčice este o localitate din comuna Medvode, Slovenia, cu o populație de 109 locuitori.